# Lete (Nepal)
Lete (em nepali: लेत) é uma aldeia e um village development committee (lit.: "comité de desenvolvimento de aldeia") do distrito de Mustang, da zona de Dhaulagiri da região Oeste do Nepal. Em 2011 tinha 839 habitantes e 222 residências.
Situa-se no vale do Kali Gandaki, a sul de Tukuche e Marpha e a norte de Tatopani.
O village development committee tem as seguintes aldeias:
- Dhaiku (2 200 m)
- Dhampu (2 610 m)
- Ghansa (ou Ghasa; 2 000 m)
- Ghumaune (2 230 m)
- Kalapani (2 540 m)
- Kokhethanti (2 520 m)
- Lete (2 500 m)
- Lhakyor (2 780 m)
- Misi (2 340 m)
- Pari Letekhola (2 400 m)
- Thakkholaga (2 500 m)